# Ji-Paraná FC
Ji-Paraná FC is een Braziliaanse voetbalclub uit Ji-Paraná in de staat Rondônia.

## Geschiedenis
De club werd opgericht in 1991, het jaar dat het profvoetbal ingevoerd werd in Rondônia. De club werd de eerste profkampioen van het Campeonato Rondoniense en domineerde de competitie de volgende tien jaar.
In 1997 nam de club deel aan de Copa Norte en werd daar tweede in de groepsfase, achter Rio Branco. In 2002 nam de club opnieuw deel en werd groepswinnaar in de eerste fase. In de tweede groepsfase eindigde de club tweede achter São Raimundo.
In 2007 werd de club laatste en degradeerde. In 2012 maakte de club de rentree in de hoogste klasse en werd meteen weer kampioen. De club speelde acht seizoenen in de Série C.

## Erelijst
Campeonato Rondoniense
1991, 1992, 1995, 1996, 1997, 1998, 1999, 2001, 2012